# المتأنق
دود (بالإنجليزية:dude) هي كلمة عامية إنجليزية أمريكية  يقصد به مناداة شخصا ما بمعنى "صديق" او "صاح". وهو ينطبق عادة على الرجال، على الرغم من أن الكلمة يمكن أن تشمل كلا الجنسين.

## تاريخ
قد يكون مصطلح "المتأنق" مشتق من كلمة "دودل (doodle)" التي تعود إلى القرن الثامن عشر.
في الصحافة الشعبية في ثمانينيات وتسعينيات القرن التاسع عشر "دود dude" كانت الكلمه الجديده ل"داندي dandy" والمقصود بها الرجل الأنيق والذي يستطيع اختيار ملابسه بدقه واناقه عالية.

## إستخدام
بالعاده يستخدمها الأميريكيون كمناداه لأي شخص مثل:
?hey dude, have you seen the book i read yesterday
مرحبا ياصاح, هل رأيت الكتاب الذي قمت بقراءته بالأمس؟.